# A tanszékvezető
A tanszékvezető (eredeti cím: The Chair) 2021-es amerikai vígjáték drámasorozat, amelyet Amanda Peet 
és Annie Julia Wyman alkotott. A főbb szerepekben Sandra Oh, Jay Duplass, Bob Balaban, Nana Mensah és Everly Carganilla látható.
Amerikában és Magyarországon 2021. augusztus 20-án mutatta be a Netflix.
2023 januárjában egy évad után törölték a sorozatot.

## Ismertető
Ji-Yoon Kim professzor egyetemi tanár, akit nemrégiben neveztek ki a Pembroke Egyetem angol tanszékének vezetőjévé. Ő az első nő, aki elnyerte ezt a pozíciót. Ji-Yoon kihívásokkal teli feladatokkal néz szembe: igyekszik támogatni egy fiatal, fekete kolléga állandó státuszának megszerzését, miközben bonyolult kapcsolatot próbál fenntartani a kollégájával és barátjával, Bill Dobsonnal, aki egy ismert akadémikus és titkos szerelme. Emellett nevelnie kell az erős akaratú, örökbefogadott lányát is.

## Szereplők

### Főszereplők
| Szereplők          | Színész           | Magyar hang     | Leírás                                                                                          |
| ------------------ | ----------------- | --------------- | ----------------------------------------------------------------------------------------------- |
| Ji-Yoon Kim        | Sandra Oh         | Németh Kriszta  | Az angol tanszék új vezetője a Pembroke Egyetemen.                                              |
| Bill Dobson        | Jay Duplass       | Lux Ádám        | Kim barátja és kollégája, aki mélyponton van felesége halála és lánya egyetemre költözése után. |
| Elliot Rentz       | Bob Balaban       | Csuha Lajos     | Az angol tanszék rangidős oktatója.                                                             |
| Yaz McKay          | Nana Mensah       | Nádasi Veronika | Az angol tanszék fiatal oktatója.                                                               |
| Ju-Hee "Ju Ju" Kim | Everly Carganilla | Hegedűs Johanna | Ji-Yoon örökbefogadott lánya.                                                                   |
| Paul Larson        | David Morse       | Rosta Sándor    | A Pembroke Egyetemen dékán, aki felügyeli az angol tanszéket                                    |
| Joan Hambling      | Holland Taylor    | Kiss Mari       | Az angol tanszék idősebb oktatója.                                                              |

### Mellékszereplők
| Szereplők         | Színész        | Magyar hang         | Leírás                                     |
| ----------------- | -------------- | ------------------- | ------------------------------------------ |
| Habi              | Ji Lee         | Varga Tamás         | Ji-Yoon apja.                              |
| McHale professzor | Ron Crawford   | Kajtár Róbert       | Az angol tanszék idősebb oktatója.         |
| Dafna Eisenstadt  | Ella Rubin     | Pekár Adrienn       | Angol szakos hallgató.                     |
| Lila              | Mallory Low    | Csifó Dorina        | Dobson tanársegédje.                       |
| Capri             | Jordan Tyson   | Károlyi Lili        | Angol szakos hallgató                      |
| Laurie            | Marcia Debonis | Tóth Szilvia Andrea | Az angol tanszék vezetőjének asszisztense. |

### Magyar változat
- Magyar szöveg: Vajda Evelin
- Hangmérnök és vágó: Árvay Zoltán
- Gyártásvezető: Gémesi Krisztina
- Szinkronrendező: Árvay-Kiss Virág
- Produkciós vezető: Gaál Zsuzsanna

A szinkront a Direct Dub Studios készítette.

## Epizódok
| Sor. | Év. | Cím                                     | Rendező             | Író                               | Premier             |
| ---- | --- | --------------------------------------- | ------------------- | --------------------------------- | ------------------- |
| 1.   | 1.  | A zseniális hiba (Brilliant Mistake)    | Daniel Gray Longino | Amanda Peet és Annie Julia Wyman  | 2021. augusztus 20. |
| 2.   | 2.  | A tanszéki ünnepség (The Faculty Party) | Daniel Gray Longino | Amanda Peet és Richard E. Robbins | 2021. augusztus 20. |
| 3.   | 3.  | A gyűlés (The Town Hall)                | Daniel Gray Longino | Amanda Peet és Annie Julia Wyman  | 2021. augusztus 20. |
| 4.   | 4.  | Bill a pácban (Don't Kill Bill)         | Daniel Gray Longino | Richard E. Robbins                | 2021. augusztus 20. |
| 5.   | 5.  | Az utolsó esély (The Last Bus in Town)  | Daniel Gray Longino | Jennifer Kim                      | 2021. augusztus 20. |
| 6.   | 6.  | A tanszékvezető (The Chair)             | Daniel Gray Longino | Andrea Troyer                     | 2021. augusztus 20. |

## A sorozat készítése
A sorozatot Amanda Peet és Annie Julia Wyman alkotta meg. Peet emellett vezető producerként is közreműködött, David Benioff, D. B. Weiss, Bernie Caulfield, Daniel Gray Longino és Sandra Oh társaságában. A próbaepizódot Peet és Annie Julia Wyman közösen írták. A Pembroke Egyetemet a Washingtonban található Washington & Jefferson College, valamint a pittsburghi Chatham Egyetem Shadyside campusa képviselte, míg Pembroke városát a Shadyside negyed jelenítette meg.